# Skodsborg
Skodsborg – miejscowość w Danii, w regionie Stołecznym, w gminie Rudersdal.